# 托马斯·巴赫

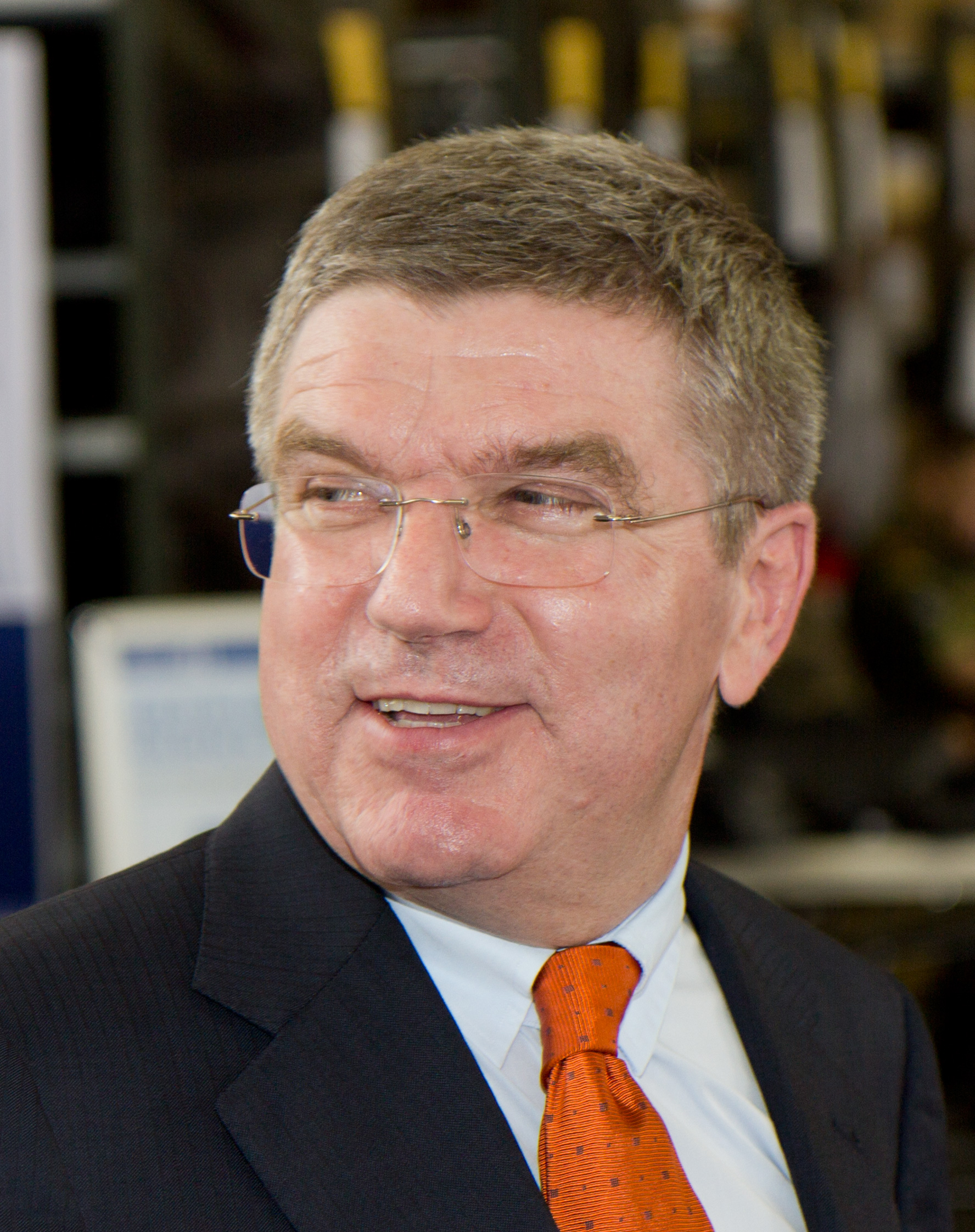
2012年6月

托马斯·巴赫 OLY（德語：Thomas Bach，1953年12月29日—），生于西德巴伐利亚州维尔茨堡，德国击剑运动员，体育官员，现任国际奥林匹克委员会终身名誉主席，2013年至2025年间曾任国际奥林匹克委员会主席；此前曾任國際奧委會副主席等职，长期负责奥委会法律事务。他是前西德击剑运动员，曾於1976年夏季奥运会上获得男子花剑团体冠军，是首位曾获奥林匹克运动会金牌的国际奥委会主席。

## 生平

### 运动员生涯
他出生于西德维尔茨堡，在陶伯比绍夫斯海姆长大，自幼爱好足球，但5岁时被迫报名参加击剑俱乐部，1973年开始在维尔茨堡大学法律专业就读，课余时间进行花剑训练，1976年随西德队获得蒙特利尔奥运会击剑比赛男子花剑团体金牌，1977年又获得世界擊劍錦標賽男子花剑团体金牌。1980年，巴赫随西德国家击剑队到中国访问比赛，同年10月26日在上海完成自己职业生涯最后一场比赛后退役。

### 退役后
1981年，第11届奥林匹克大会在西德巴登-巴登举行，巴赫作为运动员代表在大会上发言（当时共有28名运动员出席大会:46），要求国际奥委会主席萨马兰奇给运动员代表更多的发言时间，萨马兰奇不顾国际奥委会其他成员的反对，采纳了这一要求:394。1982年5月，国际奥委会成立国际奥委会运动员委员会，巴赫成为运动员委员会首任委员之一:123。
1983年，巴赫以论文《Der Einfluss von Prognosen auf die Rechtsprechung des Bundesverfassungsgerichts》自维尔茨堡大学毕业，获法律博士学位（Dr. iur. utr.），毕业後在家鄉開設律師事務所，1985年進入商界服務，包括愛迪達、西門子等知名企業，可以说流利的法语、英语、西班牙语和德语。
巴赫于1991年当选为国际奥林匹克委员会委员，五年后成为国际奥委会执委，长期管理项目委员会和司法委员会等部门，且负责奥运会欧洲地区电视版权销售工作。他于2000年和2006年两度当选副主席，2006年5月担任由德國體育總會與德國國家奧會合併的德国奥林匹克體育總會主席。

### 国际奥委会主席
2013年5月9日，他确认将角逐雅克·罗格离职后的国际奥林匹克委员会主席一职。此次共有六人角逐主席职位，成为奥林匹克历史上竞选主席人数最多的一次，另外五人分别为新加坡的黄思绵、中華臺北的吴经国、波多黎各的卡里翁、乌克兰的布勃卡、瑞士的奥斯瓦尔德，不过巴赫当选的呼声最高。同年9月10日，在阿根廷首都布宜诺斯艾利斯举办的国际奥委会第125次全会上當選為第9任主席。他也因此成为历史上首位当选国际奥委会主席的奥运冠军，以及第八位来自欧洲的主席。
2025年3月19日，巴赫被授予國際奧委會终身名誉主席称号。6月23日（奥林匹克日），巴赫将国际奥委会主席职务正式交接予其继任者柯丝蒂·考文垂。

## 爭議

### 湿手套疑云
2013年9月初，德国一间电视台播放纪录片《体育内幕》，片中一名不愿透露姓名的前击剑运动员称，巴赫在20世纪70年代初曾使用湿手套干扰计分系统，因湿手套会导致器材短路，对手击中时会失效而无法显示，该片播出后，德国奥委会新闻官克里斯蒂安·克劳辩解称，所谓“被做了手脚的手套”只是保养剑的一张油纸。

### 東奧期間不遵守當地防疫規定
受2019冠状病毒病疫情影響，2020東京奧運的運動員都禁止以觀光為目的外出，且在比賽結束後48小時以內，選手必須離開選手村，儘速返國。然而，時任奧委會主席的巴赫卻被發現於8月9日在銀座觀光，引起爭議。

### 彭帥性侵事件
2021年11月2日，發生張高麗性侵彭帥的醜聞後，彭帥即音訊全無，2週後引發國際球壇與民眾在推特上發起以主題標籤“#彭帥在哪裡”（#WhereIsPengShuai）發文。11月21日，巴赫與其視訊會面，意圖證明彭帥平安，但彭帥事件發生至今，國際奧林匹克委員會及巴赫對此事從未發聲，被外界質疑此舉除了無法消除中國官方介入斧鑿的痕跡外，更使國際奧會及巴赫的角色，被外界質疑為中國的“幫手”。同時，巴赫長期親中的立場及過往事蹟，也在他與彭帥對話後受到檢視。《印度快报》批评巴赫在该事件中表现「虚伪和耻辱」。

## 个人事件

### 与乌克兰就允许俄罗斯重回国际赛事的纷争
在俄罗斯经历了持续近一年入侵乌克兰的战争后，国际奥委会于2023年1月欲解除针对俄罗斯与白俄罗斯在开战后禁止参加国际赛事的禁令，引起了与乌克兰的纷争。乌克兰总统弗拉基米尔·泽连斯基在国际奥委会发表声明的第二天批击该会领导层企图以中立名义欲恢复俄白兩国的参赛权的态度虚伪。巴赫就乌克兰威胁将抵制2024年巴黎奥运会而指责乌克兰总统泽伦斯基的立场招惹后者的批评。巴赫在接受德国《明镜周刊》的一次访问中再次重申奥委会拒绝将运动员排除在外的立场，还表示乌克兰因俄罗斯参与而威胁抵制2024年巴黎奥运会不符合奥委会的使命，称乌克兰不仅想孤立俄罗斯作为一个国家，还想完全孤立所有俄罗斯人。泽伦斯基随即邀请巴赫前往饱受战争蹂躏的巴赫穆特，让后者亲自观看中立是不存在的，并指出从没有听过奥委会如何确保俄罗斯不会使用体育运动来进行战争宣传。泽伦斯基也表示，他虽然不想深入探讨巴赫推动这一倡议的确切动机，但表明奥委会若坚决该动议，乌克兰将竭尽全力保护体育运动免受恐怖主义国家的政治和其他任何影响。